# Deutscha Playa
Deutscha Playa ist das erste Soloalbum des deutschen Rappers D-Bo. Es erschien 2001 über das Independent-Label I Luv Money Records. 2004 wurde es wiederveröffentlicht.

## Entstehung
D-Bo gründete 2001 zusammen mit King Orgasmus One, Bass Sultan Hengzt und Bushido das Label I Luv Money Records. Zu dieser Zeit studierte er noch, war jedoch öfter bei Bushido in Berlin, wo ein Großteil des Albums entstand.
Weitere Teile des Albums wurden in Osnabrück, Freiburg und Hannover aufgenommen und erschien 2001 als Compact Cassette. 2004 erschien Deutscha Playa neu gemastert auf CD über ersguterjunge als Wiederveröffentlichung.
Das Album wurde überwiegend von Bushido produziert. Daneben war auch D-Bo und De La Mok an der Produktion einzelner Titel beteiligt.

## Gastbeiträge
Gastbeiträge kommen von den Labelgründern von I Luv Money Records und BMW: King Orgasmus One, Bass Sultan Hengzt und Bushido. Daneben waren auch noch Schlafwandler und Jayson von 4.9.0 Friedhof Chiller, sowie eine Reihe weiterer Underground-Rapper als Gäste beteiligt.

## Titelliste
1. Intro
2. I Luv Money Armee (feat. BMW)
3. 4 Elemente
4. Spiel Des Lebens (feat. Schlafwandler)
5. Keine Liebe (feat. Bushido)
6. Ich Sehs Vor Mir (feat. Gook & DJ Doc)
7. Hummel (Skit)
8. 3 Atzen Am Lagerfeuer (feat. King Orgasmus One)
9. Der Virus (feat. De la Mok)
10. Meine Nummer 1 (Skit)
11. Playa Shit (feat. Jayo & Mizz Dozie)
12. BMW (Skit)
13. Ein Tag Mit BMW (feat. Bushido & Bass Sultan Hengzt)
14. Harte Zeiten (feat. Timm Tighten)
15. Lautlos (Skit)
16. Lautlos Und Unausweichlich (feat. Bushido)
17. 371-490 (feat. 490 Clizzie)
18. Outro

Bonustracks
- 2001: Sex König (Live-Konzert In Moers) (Bonustrack)[3]
- 2004: Nimm mich (Bonustrack)[4]